# Pastila

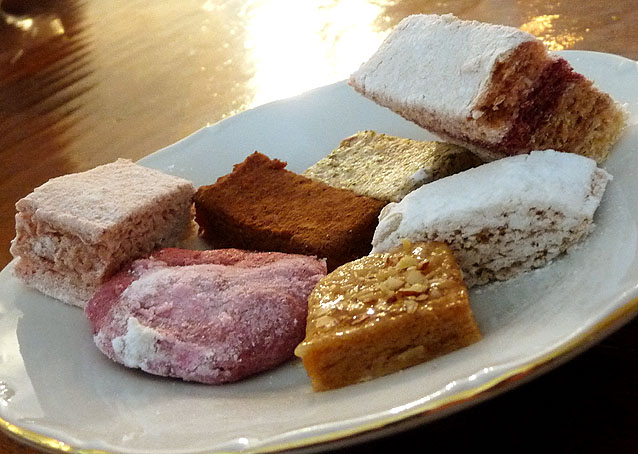
Verschiedene Pastila-Sorten aus Kolomna

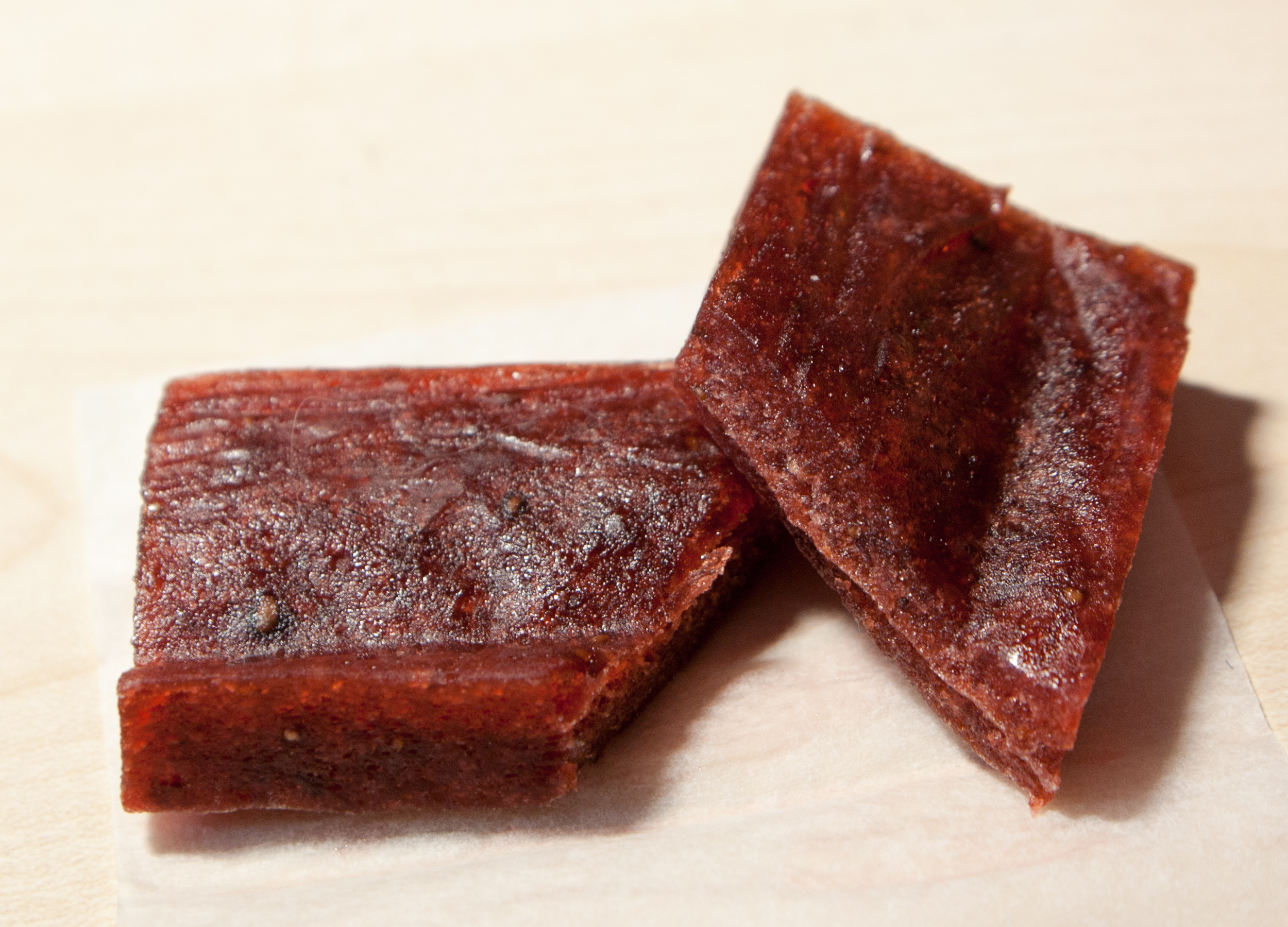
Pastila aus Kolomna

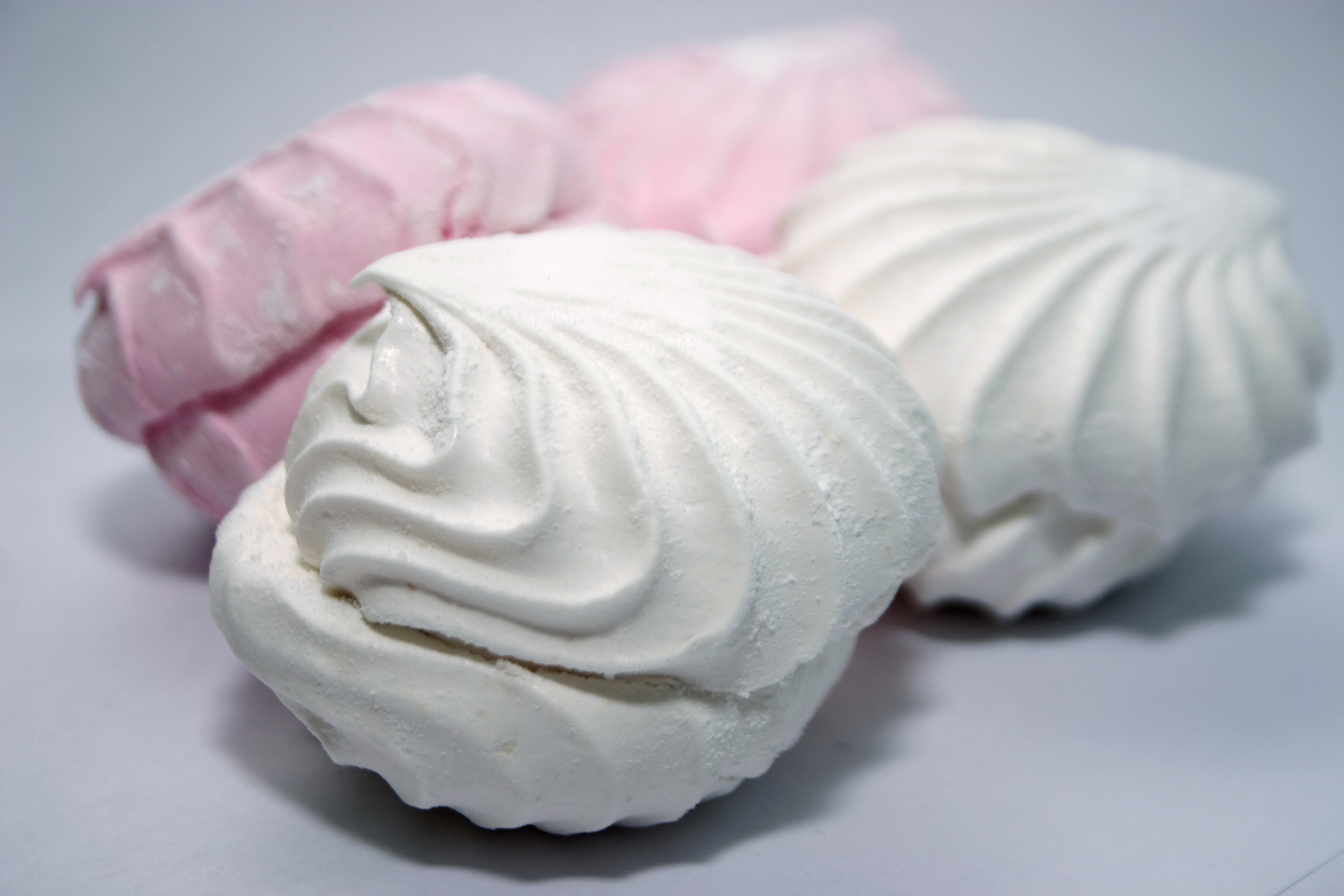
Sefir

Pastila (russisch пастила) ist eine seit dem 14. Jahrhundert bekannte russische Süßigkeit aus getrocknetem Fruchtpüree.
Zur Herstellung der Pastila wurde traditionell das Püree aus Äpfeln heimischer, meist saurer Sorten verwendet. Das Ziel war hierbei ursprünglich weniger die Herstellung einer Süßspeise, sondern vielmehr die effiziente Verwendung überschüssiger Apfelernte durch deren Konservierung in Form eines länger haltbaren Produkts. Die Äpfel wurden zunächst geschält, entkernt und zerkleinert. Anschließend wurde die Masse durch Hinzufügung von reichlich Zucker (ursprünglich: Honig) gesüßt und unter Verwendung eines Schneebesens oder eines ähnlichen Werkzeugs, teilweise auch durch Erhitzen im Backofen, zu Püree verarbeitet. Sobald das Püree ausreichend hart wurde, wurde es zu zwei bis drei Zentimeter dicken Blättern geformt, die man dann mehrere Tage lang an einem warmen Ort trocknen ließ. Zur Herstellung mancher Pastila-Sorten wurden die fertigen Püree-Schichten ähnlich einem Blätterteig aneinandergeklebt und in diesem Zustand ein zweites Mal getrocknet.
Seit dem 15. Jahrhundert wurde bei der Herstellung des Pürees für die Pastila zunehmend auch Eiklar verwendet. Dies gibt der fertigen Pastila ihre typische weiße oder cremefarbene Gestalt. Außerdem entstanden bis zum 19. Jahrhundert zahlreiche Pastila-Sorten, bei denen statt der Äpfel bzw. in Ergänzung zu denen andere Früchte oder Beeren zur Herstellung des Pürees verwendet wurden.
Als erste russische Stadt, in der Pastila gefertigt wurde, wird Kolomna vermutet. Dort gibt es seit 2009 ein Pastila-Museum sowie eine kleine Produktionsstätte für Pastila nach überlieferten lokalen Rezepten. Auch Beljow und Rschew galten früher als traditionelle Pastila-Herstellungsorte. Generell verlor jedoch die Pastila-Produktion in Handarbeit seit dem frühen 20. Jahrhundert erheblich an Bedeutung. Heutzutage wird Pastila fast nur noch industriell hergestellt.
Eng verwandt mit der Pastila ist Sefir, eine ebenfalls aus Apfelpüree, Zucker und Eiklar hergestellte Süßigkeit, der durch Zugabe von Agar ihre typische geleeartige Konsistenz ähnlich wie bei den Marshmallows verliehen wird. Sefir wird heute in Russland genau wie Pastila massenhaft industriell produziert. Beliebt sind unter anderem Sefirstücke in Schokoglasur, die vom Geschmack her den Schokoküssen ähneln.